# Операция «Закат»
Операция «Закат» — кодовое название эфиопского наступления во время пограничной войны с Эритреей. По результатах операции, подготовленной и проведённой по классическим канонам тактики и оперативного искусства, эритрейские войска на Западным фронте были отброшенны на довоенную границу.
Историки Михаил Жирохов (Украина) и Иван Коновалов (Россия) отмечали, что успеху наступления в значительной степени поспособствовала активная и эффективная работа вертолётчиков.

## Ситуация
Накануне новой компании правительство Эфиопии 29 января 1999 года приняло решение о закрытии всех школ и колледжей в городах Мэкэле, Аксум, Адуа и других, справедливо опасаясь, что населённые пункты снова станут объектами ударов авиации противника.
С 2 февраля эритрейцы начали проводить артиллерийские обстрелы вражеских позиций. 6-го числа они перешли в наступление, которое, однако, привело к контратаке эфиопов. Им удалось взять посёлок Гэза-Герласе (один из ключевых пунктов всей эритрейской обороны в секторе Бадме), районы Канин и Канита, а также уничтожить РЛС эритрейской системы СПА под городом Ади-Квала. Уже 14 февраля начинается наступление при мощной поддержке тяжёлой артиллерии на Восточным фронте в направлении на Асэб. Все эти удары стоили огромных потерь, но они заставили эритрейское командование направить подкрепление в центр и на восток, а не Западный фронт под Бадме.

## Подготовка
Операция, направленная на Западный фронт (сектор Бадме), эфиопским командованием готовилась долго. Против 40-тысячной группировки армии Эритреи было сосредоточенно до 80 тыс. эфиопских военнослужащих (шесть дивизий) и 70 танков Т-55. На протяжении восьми месяцев затишья, которое продолжалось с июня 1998 года, эритрейцы создали в Бадме мощный укрепрайон с фортификационными сооружениями, длинными линиями окопов и большими минными полями. Одной из главных проблем эфиопского командования при подготовке наступления стало бесперебойное обеспечение такого количестве войск в условиях почти полного бездорожья после сезона дождей. Для её решения из тюрем были освобождены несколько генералов службы тыла армии свергнутого режима ДЕРГ.

## Ход операции
Утром 23 февраля армия Эфиопии начала операцию «Закат». После артиллерийской и авиационной подготовки, которая началась в 6:00, эфиопские войска перешли в наступление на всех трёх участках фронта. К полудню того ж дня оборона в секторе Бадме (100 км траншей со многочисленными дотами) была прорвана. Эфиопы вбили три броневые клинья, которыми рассекли группировку противника на части и приступили к планомерному их уничтожению.
Тактика наступающей стороны выглядела следующим образом: пехота наступала «волнами» на широком фронте в 60 км прямо через минные поля под ураганным огнём противника, оставляя многочисленные огневые точки; за пехотинцами двигались танковые подразделения, пробивая брешь в линии обороны и отрезая часть вражеских подразделений от основных сил.
В это же время российские военспецы помогли эфиопом подготовить транспортники Ан-12 к использования в роли ночных бомбардировщиков в условиях ограниченных возможностей по использовании специализированных ударных самолётов МиГ-23БН. Как минимум дважды в данный период переоборудованные россиянами транспортники бомбили позиции эритрейцев в районе Бадме. В ходе наступательной операции, кроме них, непосредственную поддержку действиям эфиопской пехоты и механизированных частей оказали боевые вертолёты Ми-24/35.
25-го и 26-го числа на Западный фронте в воздушных боях столкнулись истребители враждующих стран. В противостоянии эритрейских МиГ-29 с эфиопскими Су-27 в обоих случаях победу одержали последние. При этом эритрейская сторона потеряла два летательных аппарата сбитыми и двух погибших авиаторов. Последний воздушный бой записал на видеоплёнку фронтовой эфиопский корреспондент. Через несколько дней видеозапись показали по местному телевидению, что помогло поднятию боевого духа войск и престижа истребителя «Сухого».
Через три дня с начала наступления был взят административный центр Бадме. На следующий день эфиопы вышли на довоенную границу. После этого интенсивность боевых действий снизилась к уровню боёв местного значения.

## Результаты
За четыре дня боёв на этом участке фронта эритрейцы потеряли десятки тысяч человек убитыми, ранеными и пленными и были отброшенны на те позиции, которые занимали перед войной. Эфиопы уничтожили и захватили в качестве трофеев большое количество танков, боевых бронированных машин, артиллерийских систем и другое военное имущество. Оставшиеся силы эритрейской армии, которые не попали в окружение и не были уничтожены, отступили в полным порядке на позиции по линии раздела двух государств до 6 мая 1998 года (в 25 км на север).